# 克里尼奇基 (別列佐夫卡區)
47°8′22″N 30°34′23″E / 47.13944°N 30.57306°E
克里尼奇基（烏克蘭語：Кринички）是位於烏克蘭西南部的村莊，由敖德萨州贝雷济夫卡区的羅茲克維特市鎮負責管轄。該村始建於1910年，面積0.99平方公里，海拔高度86米，2001年人口165，人口密度每平方公里166.84人。